# VariCAD
VariCAD je 2D/3D CAD aplikace určená primárně pro navrhování strojních součástek. Je vyvíjen již od roku 1988 v České republice. Aplikace je dostupná pro platformy Linux a Windows, jelikož je vyvíjena za použití multiplatformní knihovny Qt. Jedná se o komerční software, ale ze stránek výrobce je možné stažení 30 denní trialware verze. Firma VariCAD také poskytuje zvýhodněnou cenu pro studenty a školy.
Mezi standardní moduly VariCADu patří 3D modelování, 2D kreslení, práce v sestavách a podsestavách, parametrické modelování, geometrické vazby, asociativní kótování, knihovny strojních součástí, knihovny symbolů a bloků, výpočty a četné nástroje pro práci s negrafickými informacemi (archiv, razítka, kusovníky, správa souborů výkresů, atd.). Tyto a další nástroje umožňují konstruktérům velmi rychle vytvářet, analyzovat a neomezeně upravovat koncepty návrhů.
Aplikace umí načítat a ukládat soubory nejen ve formátu DWG od konkurenčního produktu AutoCAD, ale podporuje i další souborové formáty jako je DWB, DXF, IGES, STL a STEP. Výrobce nabízí rovněž zdarma dostupnou multiplatformní aplikaci VariCAD Viewer, který umožňuje pouze prohlížení souborů v těchto formátech bez možnosti úprav.

## Historie produktu
| Produkt | Verze | Datum      | Popis |
| ------- | ----- | ---------- | --- |
| OGS     | 0     | 1988       | V létě tohoto roku vznikají první řádky zdrojového kódu předchůdce VariCADu. |
| KonCAD  | 1     | 1991       | První komerční verze pod MS DOS prodávaná ještě pod názvem KonCAD. |
| KonCAD  | 2     | 1992       | KonCAD je velmi rychlý a nenáročný 2D CAD. |
| KonCAD  | 3     | 1993       | Končí prodej KonCADu pod MS DOSem. |
| VariCAD | 3     | 1994       | Začíná vývoj 3D. Přechází se na 32bit PC UNIX (Novell - UnixWare), později na Linux. |
| VariCAD | 4     | 1995       | Distribuční verze pouze pod OS Linux 32bitu. |
| VariCAD | 5     | 1996       | První uvedení VariCADu 3D. Modelování základních těles, booleovské operace, zaoblování a srážení hran, vygenerování 2D pohledů ze 3D. |
| VariCAD | 6     | 1997       | Ve VariCADu se již ve 3D dají vytvářet rozsáhlé sestavy. Přibylo mnoho nových funkcí. Distribuční verze pro Linux i Windows. |
| VariCAD | 7     | 1998       | Zavedeny vazby sestava-detail. Drobná vylepšení. |
| VariCAD | 8     | 1999       | Práce na novém jádru. Drobná vylepšení. |
| VariCAD | 9     | 2000       | Práce na novém jádru. Drobná vylepšení. |
| VariCAD | 2005  | 2005       | Nové 3D jádro, přináší mnoho vylepšení v zaoblování, srážení a importu 3D STEP. |
| VariCAD | 2007  | 05.10.2007 | Vylepšení 3D jádra, přináší možnost používat vazby sestava detail, vylepšené možnosti zaoblování, srážení a importu 3D STEP. |
| VariCAD | 2008  | 28.02.2008 | Nový archiv, kusovník a razítka, skořepiny, potrubí, srážení hran, ..., v distribuci 32 i 64bit. verze. |
| VariCAD | 2009  | 30.03.2009 | Zcela nové možnosti parametrického modelování těles a geometrické vazby. |
| VariCAD | 2010  | 01.12.2009 | Tato verze přináší především vylepšené ovládání a zjednodušení celkové práce s VariCADem. |
| VariCAD | 2011  | 14.07.2011 | VariCAD 2011 přináší zásadní změny a novinky ve 2D modulu. |
| VariCAD | 2012  | 28.11.2011 | VariCAD 2012 obsahuje významná zlepšení v grafickém rozhraní. |
| VariCAD | 2013  | 30.01.2013 | Tato verze nabízí možnost práce nejen pomocí vazeb sestava - detail, ale také pomocí vazeb ve více úrovních (sestavy – podsestavy – detaily). |
| VariCAD | 2014  | 16.11.2013 | Tato verze využívá multi-threading (paralelní zpracování dat), díky tomu je mnohem rychlejší např. otevírání souborů, rychlejší exporty ze 3D do 2D apod. Obsahuje nové funkce v 3D i 2D prostředí, tažení obecného profilu po křivce, výrazně vylepšenou funkci tvorba potrubí a drátů. |
| VariCAD | 2015  | 01.11.2014 | Tato verze využívá nové OpenGL 4 a 4.3. To znamená další navýšení rychlosti v grafice 2,5 - 10x, nové funkce pro práci v sestavách, podsestavách a detailech, nové možnosti zadávání a kontroly atributů těles, nově zavedeno schema struktury sestavy (strom), dále obsahuje nové 3D funkce a vylepšené prostředí dialogových panelů. |
| VariCAD | 2016  | 01.03.2016 | Tato verze přináší zejména nové funkce pro tvorbu těles, tělesa lze vytvářet pomocí přechodů profilů ve více rovinách, k dispozici jsou také nové funkce pro snadnější editaci těles a jejich částí. Při tvorbě nebo editaci tělesa se průběžně zobrazuje výsledný tvar tělesa. U základních předdefinovaných těles jako je kvádr, válec, kužel apod. lze editovat tvar a rozměry tažením kurzoru. U těles vytvořených tažením nebo rotací 2D profilu lze kromě jiného definovat délku nebo úhel také tažením kurzoru. Dále je možné měnit profil společně s tělesem pomocí 2D vlečení nebo protažení. K dispozici jsou také nové možnosti u vkládání a rozmísťování těles. Tato verze přináší také novinky u 2D kreslení - například u protažení objektů, nové možnosti u vlečení, u editace kružnic a oblouků nebo při výběru šrafovací oblasti. |
| VariCAD | 2017  | 28.11.2016 | Nová verze VariCAD 2017-1 přináší další možnosti pro tvorbu těles z několika kreslících rovin, komplexní řešení u funkce pozicování, vylepšení kusovníku, nové dočasné konstrukční čáry ve 2D a 3D skicování a také přepracované 2D zaoblení, sražení hran a tvorbu rohů. Tato verze podporuje zařízení 3DConnexion (pro Windows 7, Windows 8 a Windows 10). Jsou k dispozici také nové metody změny 3D pohledu. Tato verze podporuje práci na monitorech s rozlišením 4K (UHD), nabízí uživatelům nové funkce pro tvorbu a správu rozstřelů sestav, funkce pro tvorbu a editaci 3D textů, tvorbu a editaci vlastního seznamu používaných materiálů (různé druhy ocelí, litin, hliníkových slitin apod.) V nové verzi byly také optimalizovány části 3D jádra včetně načítání/ukládání souborů ve formátu STEP, což vede k rychlejšímu a spolehlivějšímu zpracování některých operací. Podívejte se na naše videa z programu VariCAD. |
| VariCAD | 2018  | 12.11.2017 | Tato verze podporuje používání 3D myši nyní i pod Linuxem. Příkazy programu je možné spouštět také pomocí tlačítek 3D myši. Mezi nové funkce ve 3D patří např. izometrické pohledy, ve 2D můžete vytvářet objekty načtením souborů, které obsahují XY souřadnice (využít můžete * .csv nebo různé textové soubory). Nová verze nabízí také vylepšené uživatelské prostředí - pro zadávání hodnot je možné nyní využívat virtuální numerickou klávesnici a přepracované dialogové panely pro tvorbu základních 3D těles umožňují uživatelům snadnější orientaci při modelování. Nová verze nabízí vylepšení 3D jádra včetně vylepšení načítání a ukládání souborů ve formátu STEP. Dále tato verze přináší podstatné změny v možnostech překreslení 2D výkresů po změně 3D těles. Ve 2D byla přebudována funkce tvoření os. Pro dávkový tisk jsou připraveny nové možnosti nastavení formátu tisku. Při skicování ve 3D, pokud je kreslící rovina vybrána na tělese, je nyní možnost rychlého odstranění obrysů. Novinkou je také nový způsob pro tvoření 3D řezů – skicováním. Ve funkci natočení pohledu do plochy přibyly možnosti pro orientaci této plochy. Ve 3D prostoru lze nyní jednoduše definovat řezový nástroj. |
| VariCAD | 2019  | 27.11.2018 | Tato verze nabízí podstatné změny v editaci detailových dílů a editaci podsestav přímo v prostředí sestavy, byla také přidána další možnost pro tvorbu 2D os a k dispozici je také nová možnost odměřování děr a čepů. Nová verze obsahuje několik dalších vylepšení v 3D modulu a také vylepšení u načítání STEP souborů. Prohlížeč VariCAD zobrazuje názvy a atributy těles a umožňuje také otevírání detailů přímo ze sestavy. Dále tato verze obsahuje podstatná zlepšení v náhledu souborů, přepracovaný modul pro správu naposledy otevíraných souborů. Mezi další vylepšené funkce patří například hromadné kopírování a vkládání těles společně s použitím různých booleovských operací (například odebíraní objemu, tvorba děr pro šrouby apod.). Mnoho nových možností nabízí také funkce pro nastavení exportu STL souborů (jedná se o formát souborů, který je vhodný pro 3D tisk). Díky dalším změnám ve funkci skicování lze nyní mnohem jednodušším způsobem vybírat skicovací roviny. V dialogu u výběru souborů lze zobrazit další náhledy souborů a složek programu VariCAD společně s dalším volitelným popisem. V průzkumníku Windows se také zobrazuje 3D obsah souborů. Další vylepšení jsou k dispozici u editace detailů a podsestav z prostředí sestav. Dále také oceníte vylepšení u aktualizací 2D výkresu po změnách ve 3D, vylepšení u 3D modelování a u funkce rozvinů. |
| VariCAD | 2020  | 20.11.2019 | Nová verze obsahuje kompletně přepracované a rozšířené knihovny strojních součástí jak ve 2D, tak ve 3D. Dialogové panely jsou mnohem přehlednější a obsahují podrobnější informace k jednotlivým dílům. Kromě toho, že knihovny obsahují také nové strojní součásti podle norem ISO (EN, ČSN), DIN, ANSI a JIS, mají uživatelé k dispozici i nové pokročilé funkce při práci s nimi. Při vkládání strojních součástí si můžete předem vybrat konkrétní rozměry, po kliknutí pravým tlačítkem myši na vloženou součást z knihovny ji můžete změnit, nebo můžete provést více změn pro celou skupinu dílů z knihovny. Výběr je možné provést jak přímo ve 3D modelovém prostoru, tak i ze stromu sestavy (schéma struktury sestavy). |
| VariCAD | 2021  | 02.11.2020 | Tato verze obsahuje kompletně přepracovaný systém nápovědy. Manuál, demo videa a tipy a triky lze spouštět ve vašem výchozím prohlížeči paralelně s programem VariCAD. Mezi nové 3D funkce patří například možnost měření délky potrubí nezávisle na jakýchkoliv řezech nebo jiných booleovských operacích. Můžete také měnit vkládací osy u všech typů těles, nejen u těles, které byly importovány z formátu STEP. Současně byla provedena různá vylepšení uvnitř modelovacího jádra a došlo také k vylepšení importu u souborů ve formátu STEP. 2D objekty vytvořené z 3D pohledů je v případě potřeby možno vytvořit jako splajny. Tato verze obsahuje kompletně přepracovanou 2D grafiku, která se používá při práci ve 2D prostředí nebo u skicování. Nyní program VariCAD funguje kompletně pod OpenGL 4.0 nebo novějšími verzemi. Nová grafika umožňuje jasnější a čitelnější zobrazení 2D objektů a různých pomocných prvků, které se používají jak při práci ve 2D, tak i během skicování. Další vylepšení najdete u správy předdefinovaných 2D pohledů ze 3D (reexporty), také u tisku a ve 3D modelování. |
| VariCAD | 2022  | 25.11.21   | Tato verze nabízí přepracované značky svarů a tolerancí, nové funkce u správy exportů 3D pohledů do 2D, změny u rozvinu povrchů (ohýbání plechů) a zavedení chytré kóty (jeden příkaz pro všechny kóty). Dále jsou k dispozici nové možnosti práce u předdefinovaných 2D nebo 3D pohledů, možnost definování individuální barvy vybraných ploch na tělese, změny v pracovním prostředí (předdefinované barvy jsou komplexnější) a změny ve 3D modelování, většinou u zaoblení. Dále uživatelé mají nyní k dispozici více možností pro definování tloušťky tištěných čar a pro definování názvu a popisu souborů, dochází ke změnám u výstrah (zvuk nebo blikání stavového řádku) a nová verze také obsahuje rozšířené palety barev. |
| VariCAD | 2023  | 30.11.22   | Tato verze umožňuje otvírat současně druhou instanci pro práci v programu VariCAD (druhé spolupracující okno VariCADu), obsahuje změny při práci se stromovou strukturou tělesa, umožňuje vypínat a zapínat jednotlivé části těles. Pokud máte otevřeno více souborů, pak se při procházení seznamu otevřených dokumentů zobrazuje jejich náhled. V nové verzi byly také provedeny některé změny ve 3D modelování. Dále tato verze obsahuje aktualizace nastavení OpenGL. K dispozici jsou některá nová nastavení pro vyřešení možných problémů s ovladači grafické karty. Dále bylo vylepšeno chování některých funkcí – např. u vlečení 2D objektů, nastavení tisku, vlečení 3D objektů a u konfigurace použití dvou monitorů. U skicování je nyní k dispozici nová funkce, která automaticky opravuje drobné nepřesnosti (mezery) u tvorby vytažených profilů nebo rotačních součástí. |